# آگیوس آثاناسیوس
آگیوس آثاناسیوس
شهر آگیوس آثاناسیوس (به روسی: Άγιος Αθανάσιος) در ناحیه لیماسول در کشور قبرس واقع شده‌است. جمعیت این شهر ۹٫۳۲۳ نفر است.